# 恩佐·萨基
恩佐·萨基（義大利語：Enzo Sacchi，1926年1月6日—1988年7月12日），意大利男子自行车运动员。他曾代表意大利参加1952年夏季奥林匹克运动会自行车比赛，获得男子个人竞速赛金牌。